# Мюллер, Фридрих-Карл
Фридрих-Карл «Тутти» Мюллер (нем. Friedrich-Karl «Tutti» Müller; 25 декабря 1916, Берлин — 29 мая 1944, Зальцведель, Саксония-Анхальт) — немецкий ас-истребитель Второй мировой войны, служил в Люфтваффе с 1935 года вплоть до своей гибели 29 мая 1944 года. Награждён Рыцарским крестом с Дубовыми Листьями

## Карьера
В начале Второй мировой войны Мюллер имел звание лейтенанта и летал в 8-й эскадрилии JG 53. Свою первую победу Фридрих-Карл одержал 27 мая 1940 года в бою с самолётами французских ВВС — «жертвой» немецкого пилота стал Curtiss P-36 Hawk. В Битве за Британию Мюллер добавил ещё 2 победы к своим 8-ми, одержанным во Франции.
С началом операции Барбаросса Мюллер воевал на Восточном фронте и к сентябрю 1941 года на его счету было 20 сбитых самолётов противника. В ноябре Фридрих-Карл назначен командиром 1-й эскадрилии JG 53, которая весной 1942 года была переведена на средиземноморскую базу Люфтваффе в Сицилии. Мюллер отличился в боях в небе над Мальтой, сбив 3 «Харрикейна» Британских ВВС.
В мае 1942 года I./JG 53 возвращается на Восточный фронт. В августе и сентябре того же года Мюллер сбивает 25 и 35 самолётов противника, соответственно. 19 сентября он одерживает сотую воздушную победу и награждается Рыцарским крестом. Через 4 дня (23 сентября) ему вручаются Дубовые Листья.
Гауптман Мюллер в ноябре 1942 года назначается командиром I./JG 53 и под его командованием Группа направляется в Тунис. К апрелю 1943 года Фридрих-Карл одерживает ещё 12 воздушных побед, доведя свой личный счёт до 115. В мае, после того, как немецким асом были сбиты ещё 3 самолета над Сицилией и Италией, командование Люфтваффе решает отправить Мюллера в отпуск, видя его накопившуюся усталость из-за постоянного напряжения. В феврале 1944 года майор Мюллер — командующий 4-й группой JG 3, которая действует в операциях по защите Рейха. 8 марта Фридрих-Карл сбивает 3 четырёхмоторных бомбардировщика ВВС США, добиваясь своей 122-й победы. 24 марта 1944 года Мюллер принимает командование JG 3.

## Гибель
Мюллер погиб в результате несчастного случая при посадке на аэродром в Зальцведельде 29 мая 1944 года — у его Bf 109 G-6 неожиданно заглох двигатель, когда истребитель уже готовился сесть. Высота была слишком мала, поэтому Мюллер не смог выпрыгнуть с парашютом.
Немецкому асу было посмертно присвоено звание оберст-лейтенанта.
Всего во Второй мировой войне Фридрих-Карл Мюллер одержал 140 воздушных побед (53 из них на Западе, включая 23 четырёхмоторных бомбардировщика) в более чем 600 боевых вылетах.

## Награды
- Почётный Кубок люфтваффе (13 декабря 1943 года)
- Немецкий крест в золоте (15 ноября 1943 года)
- Железный крест (1939) 1-го и 2-го класса
- Рыцарский крест с Дубовыми Листьями
  - Рыцарский крест (19 сентября 1942 года) — обер-лейтенант, командир 8-й эскадрильи JG 53
  - Дубовые Листья (№ 126) (23 сентября 1942 года) — обер-лейтенант, командир 8-й эскадрильи JG 53
- Медаль «За зимнюю кампанию на Востоке 1941/42»
- Знак Истребитель в золоте с подвеской (500 вылетов)
- Знак пилота
- Медаль «За выслугу лет в вермахте» 3-го класса (4 года)
- Упомянут в Wehrmachtbericht 19 апреля 1944 года.